# Vinsastenen
Vinsastenen är en sten försedd med vad som tycks vara av människor inristade tecken som påminner om runor. Stenen och dess tecken är emellertid naturligt formade.. Den är belägen vid sjön Käymäjärvi i Pajala kommun.